# Legge di Biot-Savart

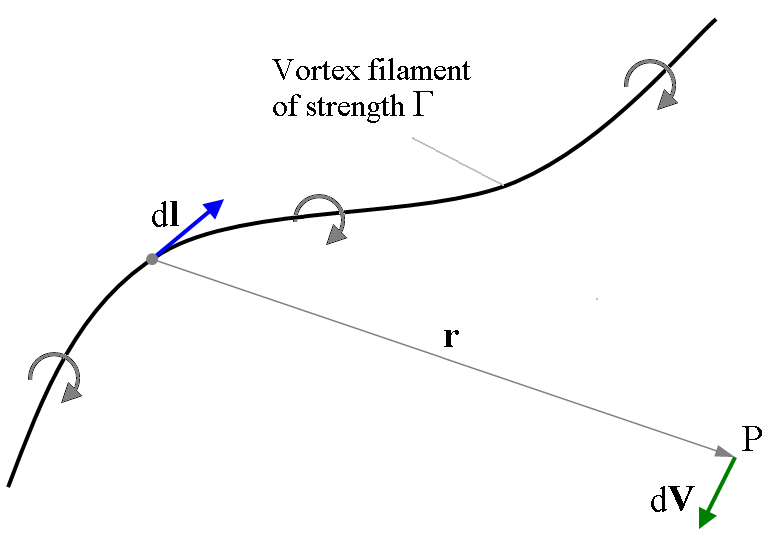
L'immagine mostra un filamento vorticoso e la velocità da esso indotta in un punto arbitrario P.

Il termine legge di Biot-Savart, dal nome dei fisici francesi Jean-Baptiste Biot e Félix Savart, si può riferire a due diverse leggi della magnetostatica che permettono di calcolare il campo magnetico generato da correnti elettriche. Quella più generale, verificata empiricamente, è anche chiamata prima formula di Laplace, dal nome del fisico, matematico e astronomo francese Pierre-Simon Laplace; la seconda è invece la legge di Biot e Savart per un filo rettilineo indefinito, che può essere considerato un semplice caso particolare della legge di Laplace. Queste leggi unificano il campo magnetico con fenomeni elettrici stazionari.

## Formula di Laplace per circuiti generici
Evidenze sperimentali mostrano che in un circuito filiforme {\displaystyle \gamma } attraversato dalla corrente {\displaystyle I}, considerata la suddivisione del circuito in tratti infinitesimi di lunghezza {\displaystyle \operatorname {d} \!\mathbf {l} '} e posizione {\displaystyle \mathbf {r} '}, ognuno di questi elementi fornisce un contributo infinitesimo:
{\displaystyle \operatorname {d} \!\mathbf {B} ({\bf {r}})={\frac {\mu _{0}}{4\pi }}{\frac {I\,\operatorname {d} \!\mathbf {l} '\times \left(\mathbf {r} -\mathbf {r^{\prime }} \right)}{\left|\mathbf {r} -\mathbf {r^{\prime }} \right|^{3}}}}
al vettore induzione magnetica {\displaystyle \mathbf {B} } nel punto {\displaystyle \mathbf {r} }. Il vettore {\displaystyle \mathbf {r} -\mathbf {r} ^{\prime }} individua la posizione del punto {\displaystyle P}, dove si vuole calcolare il campo, rispetto al trattino {\displaystyle \operatorname {d} \!\mathbf {l} '}. La legge di Laplace si ottiene considerando l'integrale lungo tutto il circuito:
{\displaystyle \mathbf {B} (\mathbf {r} )={\frac {\mu _{0}}{4\pi }}\int _{\gamma }{\frac {I\,\operatorname {d} \!\mathbf {l} '\times \left(\mathbf {r} -\mathbf {r^{\prime }} \right)}{\left|\mathbf {r} -\mathbf {r^{\prime }} \right|^{3}}}}
e può essere riscritta come:
{\displaystyle \mathbf {B} ({\bf {r}})={\frac {\mu _{0}}{4\pi }}\int _{\gamma }{\frac {I\,\operatorname {d} \!\mathbf {l} '\times \Delta {\bf {r}}}{|\Delta {\bf {r}}|^{3}}}}
intendendo con {\displaystyle \Delta {\bf {r}}={\bf {r}}-{\bf {r}}'} . Naturalmente, se nello spazio sono presenti più circuiti, il campo totale sarà la somma dei campi magnetici generati da ciascun circuito.
Si può ancora estendere la legge di Biot-Savart a circuiti non filiformi ma di forma qualsiasi. Dato dunque un conduttore percorso da corrente {\displaystyle I} e assegnato il vettore densità di corrente {\displaystyle \mathbf {J} =\mathbf {J} (\mathbf {r^{\prime }} )} all'interno del conduttore, la formula di Laplace si riscrive:
{\displaystyle \mathbf {B} (\mathbf {r} )={\frac {\mu _{0}}{4\pi }}\int _{V}{\frac {\mathbf {J} (\mathbf {r^{\prime }} )\times \left(\mathbf {r} -\mathbf {r^{\prime }} \right)}{\left|\mathbf {r} -\mathbf {r^{\prime }} \right|^{3}}}\,d^{3}r^{\prime }}
o, in altra forma:
{\displaystyle \mathbf {B} (x,\,y,\,z)={\frac {\mu _{0}}{2\pi }}\int \limits _{V}^{}{{{\mathbf {J} (\xi ,\,\eta ,\,\zeta )\times \left(x-\xi ,y-\eta ,z-\zeta \right)} \over {\left[\left(x-\xi \right)^{2}\,+\,\left(y-\eta \right)^{2}\,+\,\left(z-\zeta \right)^{2}\right]^{3 \over 2}}}\,\,d\xi \,d\eta \,d\zeta }}
dove l'integrale è esteso a tutto il volume a disposizione del conduttore o dei vari conduttori presenti nello spazio. Si può integrare anche su tutto lo spazio, ma gli elementi di volume dove la densità di corrente è nulla non danno alcun contributo.

## Filo rettilineo infinito
La legge di Biot-Savart fornisce un'espressione per il campo magnetico prodotto da un filo rettilineo indefinito, percorso da corrente stazionaria {\displaystyle I}, in un punto {\displaystyle P} dello spazio. Supponendo di essere nel vuoto, il modulo di {\displaystyle \mathbf {B} } è inversamente proporzionale alla distanza dal filo {\displaystyle r} secondo l'espressione:
{\displaystyle B(\mathbf {r} )={\frac {\mu _{0}}{2\pi }}{\frac {I}{r}}}
In forma vettoriale, sia {\displaystyle {\hat {\mathbf {I} }}} il versore nella direzione del filo ed {\displaystyle {\hat {\mathbf {r} }}} il versore nella direzione orientata da {\displaystyle {\hat {\mathbf {I} }}} a {\displaystyle P}. Allora il campo prodotto è:
{\displaystyle \mathbf {B} (\mathbf {r} )={\frac {\mu _{0}I}{2\pi }}{\frac {{\hat {\mathbf {I} }}\times {\hat {\mathbf {r} }}}{|\mathbf {r} |}}}
Nei materiali il campo magnetico è dato dalla stessa relazione, avendo cura di sostituire a {\displaystyle \mu _{0}} la permeabilità magnetica del materiale {\displaystyle \mu =\mu _{r}\mu _{0}} dove {\displaystyle \mu _{r}} è una costante adimensionale che dipende dalle caratteristiche del materiale. Questa costante, chiamata permeabilità magnetica relativa del mezzo, può essere sia positiva molto maggiore dell'unità (materiali ferromagnetici), sia leggermente superiore all'unità (materiali paramagnetici) o leggermente inferiore (materiali diamagnetici).

### Derivazione dal caso generale
La legge di Biot e Savart nel caso del filo indefinito si ricava rapidamente dalla legge generale. Si consideri un riferimento cartesiano nel quale il filo sia orientato come l'asse z e sia percorso da una corrente {\displaystyle I} in direzione concorde con l'asse z. La prima legge di Laplace ha la forma:
{\displaystyle \mathbf {B} (\mathbf {r} )={\frac {\mu _{0}I}{4\pi }}\int _{-\infty }^{+\infty }{\frac {{\mbox{d}}\mathbf {l'} \times (\mathbf {r} -\mathbf {r} ')}{\left|\mathbf {r} -\mathbf {r} '\right|^{3}}}}
Data la simmetria del problema, il campo non dipende dalla coordinata z ed il modulo dipende solo dalla distanza del punto {\displaystyle \mathbf {r} } dal filo, denotata con {\displaystyle R=\left|\mathbf {x} +\mathbf {y} \right|}. Considerando il piano {\displaystyle z=0} e il modulo e direzione del campo in un punto distante {\displaystyle R} dall'origine sono:
{\displaystyle B(R)=\int _{-\infty }^{+\infty }{\frac {\mu _{0}I}{4\pi }}{\frac {\left|{\mbox{d}}\mathbf {l'} \times (\mathbf {r} -\mathbf {r} ')\right|}{\left|\mathbf {r} -\mathbf {r} '\right|^{3}}}=\int _{-\infty }^{+\infty }{\frac {\mu _{0}I}{4\pi }}{\frac {\left|{\mbox{d}}l'\right|\left|\mathbf {r} -\mathbf {r} '\right|\sin \theta }{\left|\mathbf {r} -\mathbf {r} '\right|^{3}}}=\int _{-\infty }^{+\infty }{\frac {\mu _{0}I}{4\pi }}{\frac {\left|{\mbox{d}}l'\right|\sin \theta }{\left|\mathbf {r} -\mathbf {r} '\right|^{2}}}}
dove {\displaystyle \theta } rappresenta l'angolo tra l'asse z e il vettore che unisce {\displaystyle \mathbf {r} '} a {\displaystyle \mathbf {r} }. Cambiando la variabile da integrazione da {\displaystyle r'} a {\displaystyle \alpha =\theta -{\pi  \over 2}} si ottiene:
{\displaystyle \sin \theta =\cos \alpha \qquad r'=R\tan \alpha \qquad {\mbox{d}}r'={\mbox{d}}l={\frac {R}{\cos ^{2}\alpha }}{\mbox{d}}\alpha \qquad \left|\mathbf {r} -\mathbf {r} '\right|={\frac {R}{\cos \alpha }}}
e sostituendo:
{\displaystyle B(R)={\frac {\mu _{0}I}{4\pi R}}\int _{-{\frac {\pi }{2}}}^{+{\frac {\pi }{2}}}\cos \alpha {\mbox{d}}\alpha ={\frac {\mu _{0}I}{2\pi R}}}
Infine, tenendo conto che la direzione di ogni contributo infinitesimo è diretta lungo la circonferenza di raggio {\displaystyle R} percorsa in senso orario, il cui versore secante chiamiamo {\displaystyle \mathbf {i} } (parallelo al prodotto vettoriale tra i vettori {\displaystyle \mathbf {z} } e {\displaystyle \mathbf {r} }), si può scrivere in definitiva:
{\displaystyle \mathbf {B} (R)={\frac {\mu _{0}I}{2\pi R}}\mathbf {i} }